# Моторово (Омская область)
Мото́рово — деревня в Крутинском районе Омской области, в составе Толоконцевского сельского поселения.
Основана в 1626 году.
Население — 1 (2010)

## Физико-географическая характеристика
Расположена в 92 км к северо-западу от районного центра посёлка Крутинка.
Деревня расположена на северо-западе Тюкалинского района, близ границы с Тюменской областью, в юге лесоболотной зоне в пределах Ишимской равнины, относящейся к Западно-Сибирской равнине, на реке Ир (при впадении реки Кислиха). Почвы — серые лесные осолоделые. Высота центра населённого пункта — 111 метров над уровнем моря.
По автомобильным дорогам село расположено в 12 км от административного центра сельского поселения села Толоконцево, в 92 км от районного центра посёлка Крутинка и 280 км от областного центра города Омск.
Часовой пояс
Моторово, как и вся Омская область, находится в часовой зоне МСК+3. Смещение применяемого времени относительно UTC составляет +6:00. Истинный полдень — 09:59:35

## История
Основана в 1626 году ссыльными крестьянами из Орловской и Тульской губерний. По другим данным основана в 1700 году. До заселения русскими переселенцами Моторовскую гриву населяли ханты (остяки). До революции действовали православная церковь и кержацкий молитвенный дом. После революции молитвенный дом сожгли, а в здании церкви образовали школу. В 1930-х церковь сгорела.
В годы коллективизации организован колхоз «Ленинский путь». В 1968 году вошёл в состав совхоза «Ировский» с центром в селе Толоконцево.

## Население
| 2010 |
| ---- |
| 1    |